# 狐射姑
狐射姑（？—？），姬姓，狐氏，字季，一作狐夜姑。晉國大夫狐偃的兒子，晉文公的表弟。曾經随晋文公重耳流亡十九年，晉文公即位后，封狐射姑到贾，所以狐射姑也叫贾季，贾姓始祖之一。
父亲死后，狐射姑担任中军佐。阳处父劝说晋襄公以赵盾为中军将，被狐射姑所恨。
前621年春，赵盾执掌晋国国事。八月，晋襄公去世，晋襄公之子夷皋年幼，晋人希望立长者为君。赵盾欲迎立正在秦国作人质的公子雍（晋文公与杜祁之子），而狐射姑则支持公子乐（晋文公与辰嬴之子）。赵盾认为公子乐“母淫子辟”，所以派先蔑、士会前往秦国迎接公子雍。之后，赵盾派人杀死公子乐，又变卦阻碍公子雍和护送他的秦军，立夷皋为晋灵公。狐射姑派族人狐鞫居杀死阳处父，赵盾处死狐鞫居，狐射姑逃亡北狄和潞国，最后死在潞国。他评价趙衰是冬天的太阳，赵盾是夏天的太阳。
| 前任： 先且居 | 春秋晉國正卿中軍將 前622年 | 繼任： 趙盾 |